# Football Club Internazionale Milano 2018-2019 (femminile)
Questa voce raccoglie le informazioni riguardanti la squadra femminile del Football Club Internazionale Milano nelle competizioni ufficiali della stagione 2018-2019.

## Stagione

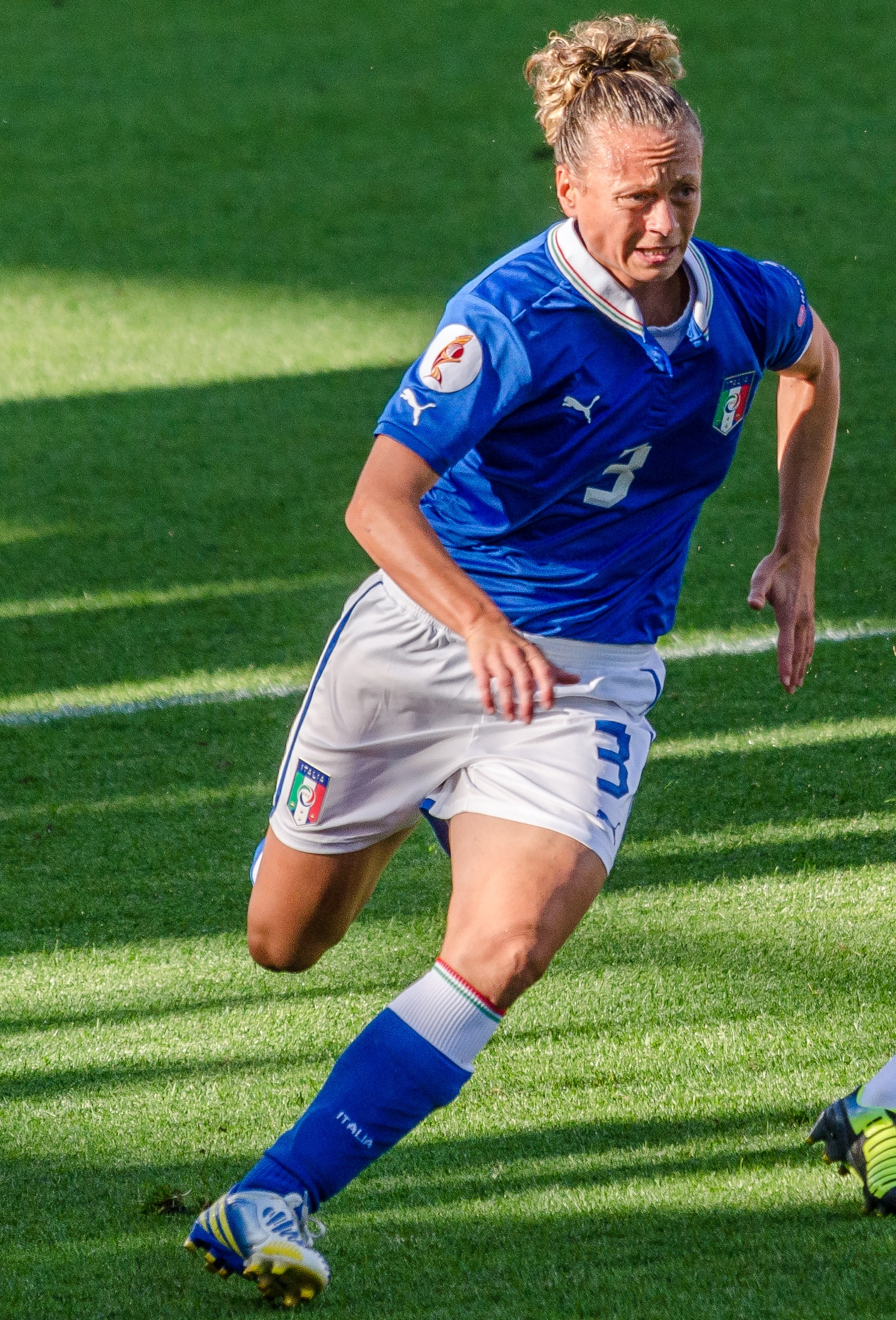
Roberta D'Adda, leader della difesa nerazzurra.

Il 23 ottobre 2018 l'Inter, già attiva da qualche anno con un proprio settore giovanile femminile, annuncia di aver acquistato il titolo sportivo del Femminile Inter Milano, dando vita alla prima sezione femminile in 110 anni di storia del club. La squadra prende quindi il posto nel campionato nazionale di Serie B 2018-2019 dell'Inter Milano, che aveva già disputato le prime due gare ufficiali del torneo (vincendole entrambe).
Il 28 ottobre la squadra fa il suo debutto assoluto, vincendo per 2-0 contro il Cittadella in campionato: il primo gol nerazzurro nella storia è realizzato da Costi. L'Inter si afferma presto come la prima forza del torneo, raccogliendo 8 vittorie nelle successive 8 gare e chiudendo il girone d'andata al primo posto. Il girone di ritorno si apre con 5 vittorie su altrettante partite, che allungano la striscia di vittorie consecutive a 16. Il 24 marzo 2019, vincendo per 6-0 contro l'Arezzo, l'Inter ottiene la 17ª vittoria di fila e soprattutto la promozione in Serie A con 5 giornate di anticipo. Nella giornata successiva, battendo per 4-0 il Milan Ladies, arriva anche la vittoria matematica del titolo di Serie B. Il campionato si chiude con 21 vittorie e un pareggio (con la Lazio).
In Coppa Italia, dopo aver vinto a punteggio pieno il girone eliminatorio con Milan Ladies e Genoa Women, l'Inter viene eliminata agli ottavi di finale dal Milan, che si impone per 5-3 nel primo storico derby di Milano al femminile.

## Divise e sponsor
Lo sponsor tecnico per la stagione 2018-2019 è Nike, mentre gli sponsor ufficiali sono Pirelli e Driver (marchio collegato alla stessa Pirelli). La prima maglia è ispirata a quella della squadra maschile della stagione 1998-1999: le righe nerazzurre hanno uno stile classico, le maniche sono monocolore; nella parte inferiore della casacca, le righe presentano una grafica a pelle di serpente. La seconda maglia reinterpreta invece quella della squadra maschile della stagione 2010-2011: il busto presenta una grafica a rombi grigio chiaro, che richiama anche in questo caso la pelle del serpente; il colletto è bicolore, nero e azzurro, con stampato sul retro il biscione visto nel logo societario durante gli anni 1980. La terza divisa è concepita per essere un omaggio alla città di Milano: il colore scelto, il grigio, e il design richiamano il marmo utilizzato per costruire il Duomo mentre nella parte frontale della maglia spicca la croce di San Giorgio, con riprodotta al suo interno la mappa della città meneghina.

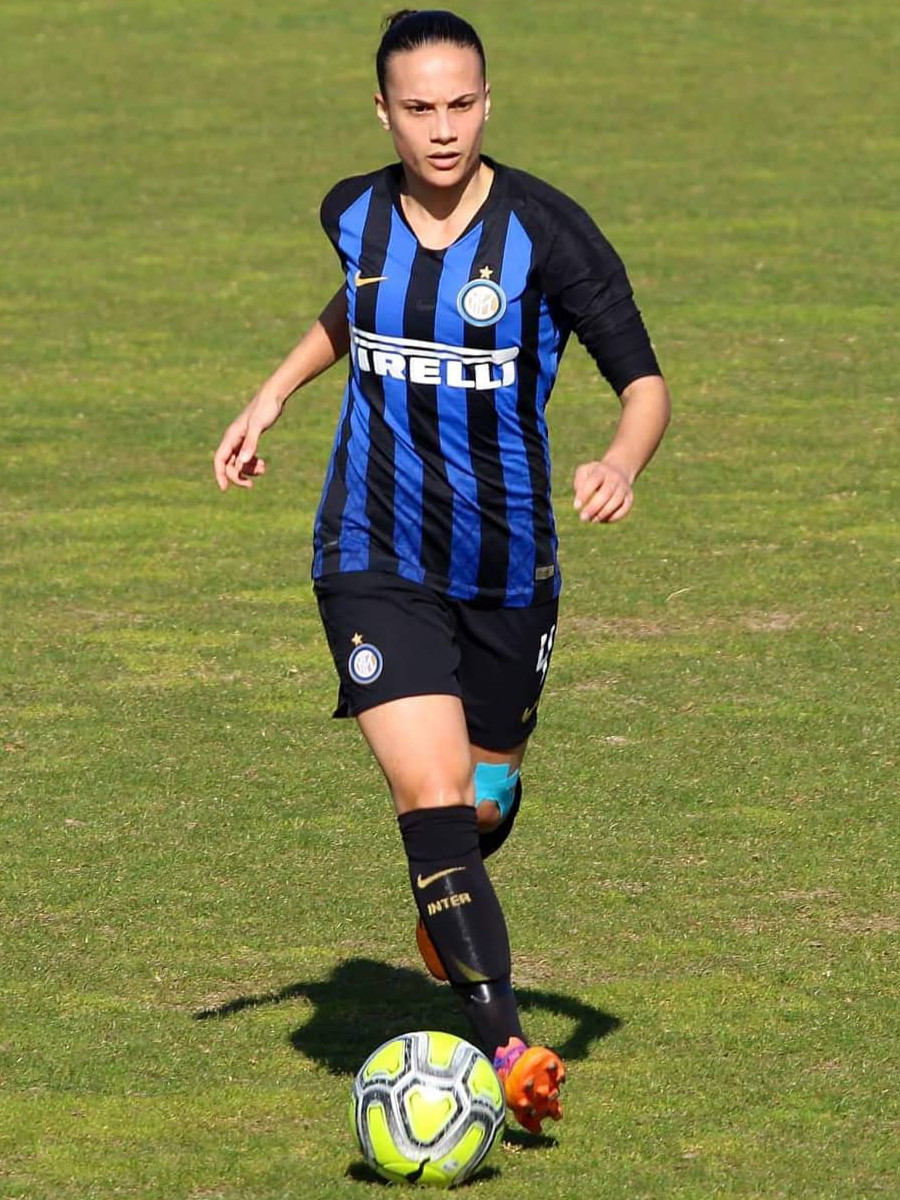
Silvia Pisano con la classica divisa nerazzurra a strisce verticali.

| Casa | Trasferta | Terza divisa | 1ª portiere | 2ª portiere | 3ª portiere |

## Organigramma societario
Area sportiva
- Women Football Project Manager: Ilaria Pasqui[13]

Area tecnica
- Allenatore: Sebastián de la Fuente
- Allenatore in seconda: Antonio Brustia
- Preparatore dei portieri: Simone Invernizzi
- Preparatore atletico: Matteo Rossi

## Rosa
Rosa aggiornata al 27 ottobre 2018.
| N. |                        | Ruolo | Calciatrice              |
| -- | ---------------------- | ----- | ------------------------ |
| 1  | Italia (bandiera)      | P     | Katja Schroffenegger     |
| 2  | Italia (bandiera)      | D     | Elena Crespi             |
| 3  | Italia (bandiera)      | D     | Roberta D'Adda           |
| 4  | Italia (bandiera)      | C     | Silvia Pisano            |
| 5  | Italia (bandiera)      | D     | Laura Capucci            |
| 6  | Italia (bandiera)      | D     | Angela Locatelli         |
| 7  | Italia (bandiera)      | A     | Gloria Marinelli         |
| 8  | Italia (bandiera)      | C     | Martina Brustia          |
| 9  | Italia (bandiera)      | A     | Regina Baresi (capitano) |
| 10 | Italia (bandiera)      | C     | Alice Regazzoli          |
| 11 | Italia (bandiera)      | C     | Fabiana Costi            |
| 12 | Italia (bandiera)      | A     | Agata Giani              |
| 13 | Paesi Bassi (bandiera) | D     | Wilhelmina Pellens       |

| N. |                   | Ruolo | Calciatrice        |
| -- | ----------------- | ----- | ------------------ |
| 15 | Italia (bandiera) | D     | Beatrice Merlo     |
| 16 | Italia (bandiera) | D     | Marta Vergani      |
| 18 | Italia (bandiera) | C     | Marta Pandini      |
| 20 | Italia (bandiera) | D     | Benedetta Maroni   |
| 21 | Italia (bandiera) | P     | Alessia Capelletti |
| 22 | Italia (bandiera) | C     | Irene Santi        |
| 23 | Italia (bandiera) | A     | Alessia Rognoni    |
| 27 | Italia (bandiera) | A     | Elisa Carravetta   |
| 28 | Italia (bandiera) | D     | Nicole Costa       |
|    | Italia (bandiera) | P     | Astrid Gilardi     |
|    | Italia (bandiera) | C     | Martina Scuratti   |
|    | Italia (bandiera) | A     | Lucia Pastrenge    |

## Calciomercato

### Sessione estiva
| Acquisti | Acquisti             | Acquisti   | Acquisti   |
| R.       | Nome                 | da         | Modalità   |
| -------- | -------------------- | ---------- | ---------- |
| P        | Katja Schroffenegger | Unterland  | definitivo |
| D        | Roberta D'Adda       | Sassuolo   | definitivo |
| D        | Wilhelmina Pellens   | VV Alkmaar | definitivo |
| D        | Marta Vergani        | Real Meda  | prestito   |
| C        | Fabiana Costi        | Sassuolo   | definitivo |
| C        | Silvia Pisano        | Roma CF    | definitivo |
| A        | Gloria Marinelli     | Chieti     | prestito   |

| Cessioni | Cessioni          | Cessioni     | Cessioni   |
| R.       | Nome              | a            | Modalità   |
| -------- | ----------------- | ------------ | ---------- |
| P        | Cristina Selmi    | Riozzese     | svincolata |
| D        | Linda Chiggio     |              | svincolata |
| D        | Ilaria Lazzari    | Mozzanica    | svincolata |
| D        | Chiara Ripamonti  | Fiorentina   | svincolata |
| C        | Giulia Ambrosetti | Como 2000    | svincolata |
| A        | Gaia Barbini      | Real Meda    | svincolata |
| A        | Agnese Bonfantini | Roma         | prestito   |
| A        | Asia Bragonzi     | Juventus     | svincolata |
| A        | Valentina Velati  | Fiamma Monza | svincolata |

## Risultati

### Serie B

#### Girone di andata
| Arbitro: | Turrini (Firenze) |

|                                                                  |           |  |
| Marinelli 14’, 18’ Regazzoli 44’ Pandini 52’ Merlo 55’ Santi 63’ | Marcatori |  |

| Arbitro: | Taricone (Perugia) |

|  |           |                  |
|  | Marcatori | 31’, 52’ Pandini |

| Arbitro: | Restaldo (Ivrea) |

|                                |           |  |
| Costi 40’ Casarotto 56’ (aut.) | Marcatori |  |

| Arbitro: | Andreano (Prato) |

|  |           |                                                            |
|  | Marcatori | 4’, 31’ (rig.), 67’ Baresi 39’ Pandini 47’ Costi 63’ Santi |

| Arbitro: | Rispoli (Locri) |

|                                |           |  |
| Pandini 30’ Marinelli 70’, 78’ | Marcatori |  |

| Arbitro: | Angiolari (Ostia Lido) |

|  |           |                                      |
|  | Marcatori | 24’, 45’ Marinelli 29’ (rig.) Baresi |

| Arbitro: | Pirriatore (Bologna) |

|                           |           |  |
| Marinelli 36’ Merlo 90+3’ | Marcatori |  |

| Arbitro: | Crezzini (Siena) |

|           |           |                                    |
| Landa 51’ | Marcatori | 24’ Pandini 50’ Baresi 90+3’ Costi |

| Arbitro: | Tesi (Lucca) |

|                              |           |  |
| Marinelli 30’, 41’ Costi 80’ | Marcatori |  |

| Arbitro: | Zucchetti (Foligno) |

|                           |           |                                 |
| Barbaresi 30’ Filippi 68’ | Marcatori | 6’ Regazzoli 80’, 85’ Marinelli |

| Arbitro: | Villa (Rimini) |

|                                                                   |           |  |
| Marinelli 8’, 52’ Brustia 13’ Pandini 51’ Regazzoli 54’ Costi 75’ | Marcatori |  |

#### Girone di ritorno
| Arbitro: | Guida (Torre Annunziata) |

|            |           |                                                                        |
| Nicosia 2’ | Marcatori | 20’ Marinelli 53’ Costi 60’ Regazzoli 80’, 84’ Baresi 90+1’ Carravetta |

| Arbitro: | Bordin (Bassano del Grappa) |

|                             |           |              |
| Regazzoli 22’ Marinelli 42’ | Marcatori | 63’ Boglioni |

| Arbitro: | Gauzolino (Torino) |

|  |           |               |
|  | Marcatori | 70’ Regazzoli |

| Arbitro: | Canci (Carrara) |

|                                                           |           |  |
| Santi 8’ Marinelli 20’, 28’, 31’ Merlo 29’ Costi 54’, 61’ | Marcatori |  |

| Arbitro: | Duzel (Castelfranco Veneto) |

|                  |           |                         |
| Merlo 27’ (aut.) | Marcatori | 41’ Costi 76’ Regazzoli |

| Arbitro: | Molinaro (Lamezia Terme) |

|                                                               |           |  |
| Merlo 48’ Pandini 56’ Marinelli 60’, 65’ Rognoni 90+1’, 90+3’ | Marcatori |  |

| Arbitro: | Dallapiccola (Trento) |

|  |           |                                                     |
|  | Marcatori | 40’ Rognoni 65’ Regazzoli 75’ Pandini 81’ Marinelli |

| Arbitro: | Gasperotti (Rovereto) |

|                                                     |           |                                  |
| D'Adda 14’ Marinelli 21’, 35’ Rognoni 55’ Costi 90’ | Marcatori | 1’ Barbieri 22’ (rig.) Polverino |

| Arbitro: | Bianchi (Prato) |

|                  |           |                        |
| Coletta 22’, 70’ | Marcatori | 3’ Marinelli 40’ Costi |

| Arbitro: | Finzi (Foligno) |

|                                                                  |           |  |
| Regazzoli 7’, 40’, 81’ Marinelli 9’, 11’ Pandini 31’ Brustia 72’ | Marcatori |  |

| Arbitro: | Sfira (Pordenone) |

|                        |           |                                                     |
| Gelmetti 31’ Groff 89’ | Marcatori | 2’ Costi 23’, 45’, 83’ Rognoni 38’ Baresi 47’ Santi |

### Coppa Italia

#### Primo turno
Triangolare 4
| Arbitro: | Nicolini (Brescia) |

|  |           |               |
|  | Marcatori | 46’ Regazzoli |

| Arbitro: | Delnotaro (VCO) |

|                                                                |           |  |
| Pandini 2’ Regazzoli 57’, 74’ Pisano 63’ Rognoni 87’ Santi 88’ | Marcatori |  |

#### Ottavi di finale
| Arbitro: | Baldelli (Reggio Emilia) |

|                                      |           |                                                        |
| Marinelli 21’, 28’ Baresi 45’ (rig.) | Marcatori | 4’, 9’ Sabatino 65’ Tucceri 70’ Giugliano 73’ Giacinti |

## Statistiche
Statistiche aggiornate al 5 maggio 2019.

### Statistiche di squadra
| Competizione | Punti | In casa | In casa | In casa | In casa | In casa | In casa | In trasferta | In trasferta | In trasferta | In trasferta | In trasferta | In trasferta | Totale | Totale | Totale | Totale | Totale | Totale | DR  |
| Competizione | Punti | G       | V       | N       | P       | Gf      | Gs      | G            | V            | N            | P            | Gf           | Gs           | G      | V      | N      | P      | Gf     | Gs     | DR  |
| ------------ | ----- | ------- | ------- | ------- | ------- | ------- | ------- | ------------ | ------------ | ------------ | ------------ | ------------ | ------------ | ------ | ------ | ------ | ------ | ------ | ------ | --- |
| Serie B      | 64    | 11      | 11      | 0       | 0       | 49      | 3       | 11           | 10           | 1            | 0            | 38           | 9            | 22     | 21     | 1      | 0      | 87     | 12     | +75 |
| Coppa Italia | -     | 2       | 1       | 0       | 1       | 9       | 5       | 1            | 1            | 0            | 0            | 1            | 0            | 3      | 2      | 0      | 1      | 10     | 5      | +5  |
| Totale       | -     | 13      | 12      | 0       | 1       | 58      | 8       | 12           | 11           | 1            | 0            | 39           | 9            | 25     | 23     | 1      | 1      | 97     | 17     | +80 |

### Andamento in campionato
| Giornata  | 1 | 2 | 3 | 4 | 5 | 6 | 7 | 8 | 9 | 10 | 11 | 12 | 13 | 14 | 15 | 16 | 17 | 18 | 19 | 20 | 21 | 22 |
| --------- | - | - | - | - | - | - | - | - | - | -- | -- | -- | -- | -- | -- | -- | -- | -- | -- | -- | -- | -- |
| Luogo     | C | T | C | T | C | T | C | T | C | T  | C  | T  | C  | T  | C  | T  | C  | T  | C  | T  | C  | T  |
| Risultato | V | V | V | V | V | V | V | V | V | V  | V  | V  | V  | V  | V  | V  | V  | V  | V  | N  | V  | V  |
| Posizione | 1 | 1 | 1 | 1 | 1 | 1 | 1 | 1 | 1 | 1  | 1  | 1  | 1  | 1  | 1  | 1  | 1  | 1  | 1  | 1  | 1  | 1  |

Legenda:

Luogo: C = Casa; T = Trasferta. Risultato: V = Vittoria; N = Pareggio; P = Sconfitta.

### Statistiche delle giocatrici
| Giocatore         | Serie B  | Serie B | Serie B     | Serie B    | Coppa Italia | Coppa Italia | Coppa Italia | Coppa Italia | Totale   | Totale | Totale      | Totale     |
| Giocatore         | Presenze | Reti    | Ammonizioni | Espulsioni | Presenze     | Reti         | Ammonizioni  | Espulsioni   | Presenze | Reti   | Ammonizioni | Espulsioni |
| ----------------- | -------- | ------- | ----------- | ---------- | ------------ | ------------ | ------------ | ------------ | -------- | ------ | ----------- | ---------- |
| R. Baresi         | 22       | 8       | 0           | 0          | 3            | 1            | 0+           | 0+           | 25       | 9      | 0+          | 0+         |
| M. Brustia        | 16       | 2       | 1           | 0          | 1+           | 0            | 0+           | 0+           | 17+      | 2      | 1+          | 0+         |
| A. Capelletti     | 7        | -5      | 0           | 0          | 1+           | -0           | 0+           | 0+           | 8+       | -5     | 0+          | 0+         |
| L. Capucci        | 19       | 0       | 0           | 0          | 3            | 0            | 0+           | 0+           | 22       | 0      | 0+          | 0+         |
| E. Carravetta     | 6        | 1       | 0           | 0          | 2+           | 0            | 0+           | 0+           | 8+       | 1      | 0+          | 0+         |
| N. Costa          | 4        | 0       | 0           | 0          | 2            | 0            | 0+           | 0+           | 6        | 0      | 0+          | 0+         |
| F. Costi          | 19       | 12      | 0           | 0          | 0+           | 0            | 0+           | 0+           | 19+      | 12     | 0+          | 0+         |
| E. Crespi         | 2        | 0       | 0           | 0          | 0+           | 0            | 0+           | 0+           | 2+       | 0      | 0+          | 0+         |
| R. D'Adda         | 22       | 1       | 0           | 0          | 2+           | 0            | 0+           | 0+           | 24+      | 1      | 0+          | 0+         |
| A. Giani          | 1        | 0       | 0           | 0          | 0            | 0            | 0            | 0            | 1        | 0      | 0           | 0          |
| A. Gilardi        | 1        | -1      | 0           | 0          | 0            | -0           | 0            | 0            | 1        | -1     | 0           | 0          |
| A. Locatelli      | 22       | 0       | 1           | 0          | 2+           | 0            | 0+           | 0+           | 24+      | 0      | 1+          | 0+         |
| G. Marinelli      | 19       | 26      | 0           | 0          | 3            | 2            | 0+           | 0+           | 22       | 28     | 0+          | 0+         |
| B. Maroni         | 1        | 0       | 0           | 0          | 0+           | 0            | 0+           | 0+           | 1+       | 0      | 0+          | 0+         |
| B. Merlo          | 22       | 4       | 2           | 0          | 3            | 0            | 0+           | 0+           | 25       | 4      | 2+          | 0+         |
| M. Pandini        | 22       | 10      | 0           | 0          | 3            | 1            | 0+           | 0+           | 25       | 11     | 0+          | 0+         |
| L. Pastrenge      | 1        | 0       | 0           | 0          | 0            | 0            | 0            | 0            | 1        | 0      | 0           | 0          |
| W. Pellens        | 18       | 0       | 1           | 0          | 0+           | 0            | 0+           | 0+           | 18+      | 0      | 1+          | 0+         |
| S. Pisano         | 20       | 0       | 0           | 0          | 2+           | 1            | 0+           | 0+           | 22+      | 1      | 0+          | 0+         |
| A. Regazzoli      | 21       | 11      | 2           | 0          | 3            | 3            | 0+           | 0+           | 24       | 14     | 2+          | 0+         |
| A. Rognoni        | 22       | 7       | 0           | 0          | 2+           | 1            | 0+           | 0+           | 24+      | 8      | 0+          | 0+         |
| I. Santi          | 21       | 4       | 1           | 0          | 3            | 1            | 0+           | 0+           | 24       | 5      | 1+          | 0+         |
| K. Schroffenegger | 16       | -6      | 0           | 0          | 1+           | -5           | 0+           | 0+           | 17+      | -11    | 0+          | 0+         |
| M. Scuratti       | 1        | 0       | 0           | 0          | 0            | 0            | 0            | 0            | 1        | 0      | 0           | 0          |
| M. Vergani        | 6        | 0       | 0           | 0          | 2            | 0            | 0+           | 0+           | 8        | 0      | 0+          | 0+         |

## Giovanili

### Organigramma
Area tecnica
- Primavera
  - Allenatore: Alessandro Ruocco

### Piazzamenti
- Primavera:
  - Campionato: vincitore[16]
  - Torneo di Viareggio: semifinali[17]